# Penguin Random House Grupo Editorial
Penguin Random House Grupo Editorial es la división en lengua española, en lengua catalana y en lengua portuguesa, con sede en Barcelona, del conglomerado editorial internacional Penguin Random House, perteneciente a la multinacional Bertelsmann SE & Co. KGaA. Fue fundada el 1 de julio de 2013 como resultado de la fusión de la división editorial de Bertelsmann, Random House, con la del grupo Pearson, Penguin. El grupo empresarial reúne editoriales y sellos procedentes de diversos países de habla hispana, como las españolas Plaza & Janés, Alfaguara y Ediciones B, la mexicana Grijalbo y la argentina Editorial Sudamericana.

## Historia
La historia de los distintos sellos editoriales integrados hoy en Penguin Random House Grupo Editorial es la siguiente:

### Plaza & Janés Editores, S.A.
Tiene sus orígenes en la labor simultánea de dos editores:
- Germán Plaza publicaba a través de Ediciones Cliper colecciones populares y libros de bolsillo, con grandes series de divulgación;
- José Janés, por su parte, editó obras completas de destacados autores (premios Pulitzer, Nobel y Goncourt), en ediciones lujosas.

En 1959, José Janés falleció y Germán Plaza adquirió su fondo editorial, constituyéndose la nueva entidad Plaza & Janés Editores, S.A. A partir del año 1984 Plaza & Janés se incorpora paulatinamente al Grupo Bertelsmann.

### Grijalbo
Grijalbo nació en 1962. El fundador de esta editorial es Juan Grijalbo, quien inició sus actividades editoriales en México, en 1939. Exiliado español, naturalizado luego mexicano, desarrolló su labor de edición y distribución por toda Hispanoamérica hasta que en 1962 fundó en Barcelona Editorial Grijalbo, a partir de la cual inició su actividad en España. Los principales pilares de Grijalbo en no ficción son textos universitarios, libros de teoría social, ciencias sociales y políticas, historia, sociología, economía política, filosofía, psicoanálisis, psicología social, teoría literaria, autoayuda y superación, ensayos y pequeños tratados o manuales espirituales. En 1989 se integró en el grupo italiano Mondadori, y se constituyó el grupo editorial Grijalbo Mondadori, con todas las empresas de Grijalbo en España y América.

### Ediciones B
Este sello es heredero del fondo editorial de la antigua Bruguera y del TBO; fue fundada en 1987 por el Grupo Zeta, que en abril de 2017 lo vendió a Penguin Random House por 40 millones de euros. Su sede está actualmente en Barcelona.

### Ediciones Salamandra
El 3 de mayo de 2019 el grupo editorial Penguin Random House Grupo Editorial anuncia la adquisición de Ediciones Salamandra. Entre los títulos importantes de Salamandra está la mundialmente importante saga de novelas de Harry Potter.También las novelas El niño del pijama a rayas o El abuelo que saltó por la ventana y se largó. Autores como Zadie Smith, Jonathan Franzen, Andrea Camilleri o Margaret Atwood también están en la proyección histórica de Salamandra que ahora pertenece a Penguin Random House.

### Otras editoriales del grupo
Random House Trade Publishing Group está constituida, entre otras, por las siguientes editoriales: Random House, Times Books, Villard Books, The Modern Libray y Princetown Review.
La compañía además posee Knopf Publishing Group (compuesto a su vez por: Pantheon Books, Schocken Books, Vintage Books, etcétera.) el Crown Publishing Group (compuesto a su ver por: Clarkson Potter, Harmony Books, Bell Tower, Fodor’s Travel Publications, etcétera) y el Ballantine Publishing Group (compuesto a su vez por: Del Rey Books, Fawcett, One World, etcétera). En 1984 fue adquirida por Bertelsmann.

### Unión con Mondadori
En julio de 2001 Random House y la editorial italiana Mondadori constituyeron una joint venture (empresa conjunta) que dio nacimiento a Random House Mondadori, y que finalizó en noviembre de 2012, momento en el cual Bertelsmann adquirió las acciones de Mondadori.

### Fusión de Random House con Penguin
El 1 de julio de 2013, la editorial británica Penguin se fusiona con la alemana Random House para formar la empresa Penguin Random House Grupo Editorial.

## Sellos editoriales
Desde mayo de 2021 el grupo editorial Penguin Random House Grupo Editorial comprende los siguientes sellos editoriales:
En español
- Aguilar
- Aguilar Ocio
- Alamah
- Alfaguara
- Alfaguara infantil y juvenil
- Altea
- B de Blok
- B de Bolsillo
- B de Books
- Beascoa
- Bruguera
- Caballo de Troya
- Cisne
- Cliper+
- Conecta
- Córner
- Debate
- Debolsillo
- Distrito Manga
- DK
- Ediciones B
- EnDebate
- Fantascy
- Flash
- Grijalbo
- Lengua viva
- Lumen
- Lumen Ilustrados
- Molino
- Montena
- Nickelodeon
- Nova
- Nube de Tinta
- Origen
- Penguin Audio
- Penguin Clásicos
- Penguin Kids
- Plan B
- Plaza & Janés
- Random Cómics
- Random House
- Reservoir Books
- Roca Editorial
- Roca Bolsillo
- Salamandra
- Salamandra Bolsillo
- Salamandra Graphic
- Salamandra Infantil y juvenil
- Sapristi
- Selecta
- Sudamericana
- Suma de Letras
- Taurus
- Vergara

En catalán
- Debutxaca
- La Campana
- La Magrana
- Rosa dels Vents

En portugués
- Arena
- Companhia das Letras
- Nuvem de Letras
- Objetiva